# Копытцев, Алексей Иванович
Алексей Иванович Копытцев (3 июня 1912—31 декабря 1987) — начальник 7-го (секретно-шифровального) отдела ГУГБ НКВД СССР, генерал-майор (1945).

## Биография
Родился в русской семье рабочего-ткача. Член ВЛКСМ с 1930, член ВКП(б) с апреля 1938. В 1929 окончил школу-девятилетку в Гжатске. С июня 1930 работал подмастерьем на резинотканевой фабрике № 1 в Москве. В сентябре 1933 поступил в МГУ им. М. В. Ломоносова, окончил механико-математический факультет, с августа 1938 учился в аспирантуре МГУ.
В органах госбезопасности с 21 ноября 1938, куда был из аспирантуры откомандирован. Службу начал в разведке, оперуполномоченный 7-го отделения 5-го отдела (иностранного) ГУГБ НКВД СССР. Затем находился на руководящей работе в криптографических подразделениях НКВД-КГБ, занимал должности:
- Начальник 7-го отдела (шифровального) ГУГБ НКВД СССР (9 апреля 1939 — 26 февраля 1941);
- Начальник 5-го отдела (шифровального) НКГБ СССР (26 февраля — 31 июля 1941);
- Заместитель начальника 5-го спецотдела (с 3 ноября 1942 — 5-го Управления) НКВД СССР (11 августа 1941 — май 1943);
- Начальник 2-го отдела 5-го Управления НКВД СССР (3 ноября 1942 — май 1943);
- Заместитель начальника 5-го Управления (с июня 1946 — 6-го Управления) НКГБ-МГБ СССР (май 1943 — октябрь 1949);
- Начальник 2-го отдела 5-го Управления НКГБ-МГБ СССР (май 1943 — июнь 1946);
- Начальник Управления № 1 ГУСС при ЦК ВКП(б) (октябрь 1949 — 28 июля 1951);
- Инструктор отдела административных органов ЦК КПСС (апрель 1952 — март 1953);
- Заместитель начальника 8-го Управления (шифровально-дешифровального) МВД СССР (18 апреля 1953 — март 1954);
- Заместитель начальника 8-го Главного управления КГБ при СМ СССР (14 августа 1954 — январь 1965);

28 января 1965 уволен в запас по болезни. Умер 31 декабря 1987 и был похоронен на Ваганьковском кладбище (43 уч.). 

### Звания
- Младший лейтенант госбезопасности (2 декабря 1938);
- Капитан госбезопасности (11 апреля 1939, произведён из младшего лейтенанта госбезопасности);
- Майор госбезопасности (14 марта 1940);
- Старший майор госбезопасности (18 июля 1941);
- Комиссар госбезопасности (14 февраля 1943);
- Генерал-майор (9 июля 1945).

### Награды
- Орден Красного Знамени (23 февраля 1957)
- Орден Трудового Красного Знамени (3 апреля 1942) — за образцовое выполнение заданий Правительства
- Орден Красной Звезды (25 июня 1954)
- Орден «Знак Почёта» (26 апреля 1940) — за успешное выполнение заданий Правительства по охране государственной безопасности
- 4 медали